# Джула
Джула (рум. Giula) — село у повіті Клуж в Румунії. Входить до складу комуни Борша.
Село розташоване на відстані 337 км на північний захід від Бухареста, 16 км на північ від Клуж-Напоки.

## Населення
За даними перепису населення 2002 року у селі проживали 198 осіб.
Національний склад населення села:
| Національність | Кількість осіб | Відсоток |
| -------------- | -------------- | -------- |
| румуни         | 183            | 92,4%    |
| угорці         | 15             | 7,6%     |

Рідною мовою назвали:
| Мова      | Кількість осіб | Відсоток |
| --------- | -------------- | -------- |
| румунська | 185            | 93,4%    |
| угорська  | 13             | 6,6%     |